# 達拉謨報告
達拉謨報告（英語︰Durham Report），正式名稱為英屬北美事務報告（英語︰The Report on the Affairs of British North America），這是一份在魁北克、加拿大及大英帝國歷史上的重要文件。
1838年，著名的英國輝格黨政治家、第一代達拉謨伯爵約翰·蘭姆頓 (John Lambton) 被派往加拿大，調查1837年叛亂的原因。達拉謨於5月29日抵達魁北克市，他也剛被任命為總督，並被授予英屬北美高級專員的特殊權力。他發現儘管上下加拿大的叛亂已經結束，但加拿大尚未找到和平與統一的方向。兩個地區的經濟都幾乎崩潰，而且當地的法裔及英裔正處於緊張的種族對抗。達拉謨伯爵在報告中提出建議將上加拿大和下加拿大的合併，成為一個統一的殖民地，並借此來同化法裔人口。
該報告在當時的加拿大引起了極大的爭議，流亡法國的路易-約瑟夫·帕皮諾直指法裔加拿大人將被英國文化和英語所淹沒，並且報告中指法裔沒有歷史和文化激怒了眾多法裔人口。